# (17696) Bombelli
(17696) Bombelli (1997 EH8) – planetoida z grupy pasa głównego asteroid okrążająca Słońce w ciągu 5,25 lat w średniej odległości 3,02 j.a. Odkryta 8 marca 1997 roku.